# 體型呈現
在生物學領域，體型呈現（英語：Body plan或ground plan；德語：Bauplan，複數形Baupläne）是動物門的許多成員共有的一組形態特徵。 脊椎動物共享一個體型呈現，而無脊椎動物則有多個。
這個術語通常適用於動物，它設想了一個“藍圖”，包括對稱性、層次、分割、神經、肢體和腸道配置等方面。 演化發育生物學試圖解釋不同體型呈現的起源。
體型呈現之概念被運用於分類學、系統分類學和比較生理學。 種系發生學相關分類單元的藍圖可以根據異同進行比較。
歷史上，體型呈現被認為是在埃迪卡拉生物群中瞬間演化而成；該結果充滿於寒武紀大爆發，對動物演化的更細緻的理解表明整個早古生代體型呈現的逐漸發展。 最近對動植物的研究開始調查體型呈現結構的演化限制是否可以解釋胚胎發生過程中發育限制的存在，例如稱為系統發育階段（英語：Phylotypic stage）的現象。